# The Storms of Early Summer: Semantics of Song
The Storms of Early Summer: Semantics of Song è il secondo album del gruppo di Omaha, Cursive. Pubblicato nel 1998 da Saddle Creek, l'album è un concept diviso in due momenti, denominati rispettivamente: Act 1: Man vs. Nature e Act II: Man vs. Self.
I Cursive si sciolsero poco dopo la pubblicazione dell'album, il quale non fu quindi supportato da alcun tour promozionale. In seguito la band si sarebbe riformata e avrebbe pubblicato il successivo Domestica, partendo in tour e pubblicizzando entrambi gli album.

## Tracklist
1. "The Rhyme Scheme" – 3:44
2. "A Career in Transcendence" – 2:18
3. "The Road to Financial Stability" – 2:33
4. "Tempest" – 2:34
5. "Break in the New Year" – 4:02
6. "Proposals" – 5:05
7. "Semantics of Sermon" – 2:52
8. "A Little Song and Dance" – 3:17
9. "When Summer's Over Will We Dream of Spring" – 3:52
10. "Northern Winds" – 3:00
11. "Absence Makes the Day Go Longer" – 4:34